# Wadi-Rabah-Kultur
Als Wadi-Rabah-Kultur wird seit 1958 eine archäologische Kultur bezeichnet, deren Siedlungen meist im Jordantal und an der westlich davon gelegenen Mittelmeerküste zu finden sind. Die Wadi-Rabah-Kultur wird in die Zeit zwischen 5500 und 4500 v. Chr. datiert.
Diese Kultur ist Teil des Keramischen Neolithikums und folgt auf das Yarmukien, das entlang der Küste bis nach Byblos im Norden reicht, und das Lodien (Jericho IX), wobei jedoch in der Chulaebene, im Nordosten der Region gelegen, das Yarmukien fehlt, ebenso wie am Unterlauf des Jordans.
Damit gehört die Kultur entweder als Übergangskultur dem späten Neolithikum und der frühen Kupfersteinzeit an, möglicherweise aber auch nur der letzteren Epoche. Die meisten verlässlichen Radiokohlenstoffdaten stammen aus dem späten 6. Jahrtausend, einige aus dem frühen 5. Jahrtausend. Möglicherweise besteht zwischen der Wadi-Rabah-Kultur und dem Frühchalkolithikum ein Hiatus.
Umstritten sind die zeitlichen Grenzen, die meist anhand von Keramiksequenzen festgelegt wurden, einer Technik, die in der südlichen Levante zu Anfang des 7. Jahrtausends v. Chr. auftaucht – wenige Jahrhunderte vor dem Einsetzen des Yarmukien. Dabei wurden drei Ansätze verfolgt, nämlich der, die Kultur habe durchgängig bis Mitte des 5. Jahrtausends bestanden, oder, die nachfolgende Ghassulien-Kultur habe sich im Gegensatz dazu bereits ab dem beginnenden 5. Jahrtausend erstreckt, wenn nicht sogar bis ins 6. Jahrtausend zurückgereicht. Oder eine weitere Kultur, die weder der Wadi-Rabah- noch der Ghassulien-Kultur zuzuordnen ist, lag zwischen den beiden. Diese Unsicherheit hat zur Folge, dass das Ende des Neolithikums und damit der Beginn der Kupfersteinzeit in Syrien häufig entweder um 5300 oder um 4500 v. Chr. gesehen wird.
Die Diskussionen wurden dadurch intensiviert, dass es anscheinend zeitliche Überlappungen zwischen den drei genannten Kulturen gab, während sich die eine oder andere der drei Kulturen in bestimmten Regionen nicht nachweisen ließ. Überreste der Lodien- und Wadi-Rabah-Kulturen fanden sich im oberen Jordantal nördlich des See Genezareth an der Grabungsstätte Tel Dan, des südwestlich davon gelegenen Hagoshrim, im Tel Te'o, südsüdwestlich davon, und weiter südlich in Beisamoun. Das Yarmukien ist dort aus Oberflächenfunden bei Eynan belegt, nahe bei Beisamoun, wo es gleichfalls nachweisbar ist.
Viele der Toten der Epoche zwischen der Wadi-Rabah-Kultur und der Eisenzeit weisen an den Knochen nachweisbare Traumata auf, die die Betroffenen jedoch meist überlebten. Während diese im Neolithikum vergleichsweise selten auftraten (2,9 %), lag dieser Anteil in der Kupfer-, Bronze- und Eisenzeit bei 26,67 %. Keine archäologische Region weist derart viele Kampfverletzungen auf, die wesentlich häufiger Männer als Frauen, bzw. Erwachsene als Kinder betrafen. Offenbar waren, wie sich anhand stumpfer Waffen, die zum Einsatz kamen, erkennen ließ, rituelle Kämpfe weit verbreitet.
Die Fundstätte Tel Ro'im, in einer Notgrabung im Jahr 2004 bearbeitet, bedeckt eine Fläche von etwa einem Hektar. Sie weist Gemeinsamkeiten mit Beisamoun und Kefar Gil'adi auf. Tel Ro'im liegt in 175 m Höhe über dem Meeresspiegel am Südosthang der Naphtali-Kette, wo sie Richtung Chula-Senke abfällt. Die Artefakte umspannen die Phasen vom Präkeramischen Neolithikum B bis zum Keramischen Neolithikum. Aus den knapp 1500 Scherben ließen sich häufig dickwandige Gefäße erschließen, wobei nur 126 Bruchstücke einem bestimmten Gefäßtyp zugeordnet werden konnten. Dabei handelte es sich meist um Schalen (fast zwei Drittel), jedoch fanden sich auch schwere, krugartige Gefäße und Krater. Die Oberfläche ist oft rot oder rotbraun, weniger als 4 % sind schwarz oder grau. Dabei wurde nur in zwei Fällen Pigment eingesetzt, ansonsten blieb die Farbe des Ausgangsmaterials erhalten. Häufig wurden die Gefäße poliert, nur zwölf Gefäße wiesen Inzisionen auf. Insgesamt wurden die Gefäße dickwandiger, die Behandlungen der Oberflächen waren rückläufig.
Wie an anderen Stätten, wie Seker al-Aheimar oder Sabi Abyad, war Keramik in den unteren Strata so selten, dass man die Stätte zunächst für akeramisch hielt. Dadurch, dass relativ wenig über das Keramische Neolithikum im Libanon und im Südwesten Syriens bekannt ist, besteht eine gravierende Lücke zwischen den Funden in der südlichen und denen in der nördlichen Levante. Möglicherweise bildet Tel Ro'im eine Art Ersatz für das Yarmukien, das sich in der Chulaebene nicht belegen lässt. Dies könnte für eine frühe Beeinflussung der Keramiktradition aus dem Norden und erst eine spätere aus dem Süden sprechen, zugleich vielleicht für eine Art Barriere des Gebirgszugs zwischen Küstensaum und Hinterland.